# Minnesota Vikings 2018
La stagione 2018 dei Minnesota Vikings è stata la 58ª della franchigia nella National Football League, la 3ª giocata allo U.S. Bank Stadium e la 5ª con Mike Zimmer come capo allenatore.

## Offseason 2018
| Draft NFL 2018   |                  |                  |                                                                                             |                                                                                             |                                                                                             |                                                                                             |                                                                                             |
| Ordine del Draft | Ordine del Draft | Ordine del Draft | Giocatore                                                                                   | Ruolo                                                                                       | College                                                                                     | Contratto                                                                                   | Note                                                                                        |
| Giro             | Scelta           | Generale         | Giocatore                                                                                   | Ruolo                                                                                       | College                                                                                     | Contratto                                                                                   | Note                                                                                        |
| 1                | 30               | 30               |                                                                                             |                                                                                             |                                                                                             |                                                                                             |                                                                                             |
| 2                | 30               | 62               |                                                                                             |                                                                                             |                                                                                             |                                                                                             |                                                                                             |
| 3                | 30               | 94               |                                                                                             |                                                                                             |                                                                                             |                                                                                             |                                                                                             |
| 4                | 30               | 130              | Scambiata con i Philadelphia Eagles[a]                                                      | Scambiata con i Philadelphia Eagles[a]                                                      | Scambiata con i Philadelphia Eagles[a]                                                      | Scambiata con i Philadelphia Eagles[a]                                                      |                                                                                             |
| 5                | 30               | 167              |                                                                                             |                                                                                             |                                                                                             |                                                                                             |                                                                                             |
| 6                | 30               | 204              |                                                                                             |                                                                                             |                                                                                             |                                                                                             |                                                                                             |
| 6                | 39               | 213              |                                                                                             |                                                                                             |                                                                                             |                                                                                             | Scelta compensatoria                                                                        |
| 6                | 44               | 218              |                                                                                             |                                                                                             |                                                                                             |                                                                                             | Scelta compensatoria                                                                        |
| 7                | 30               | 248              | Scambiata con i Seattle Seahawks[b]                                                         | Scambiata con i Seattle Seahawks[b]                                                         | Scambiata con i Seattle Seahawks[b]                                                         | Scambiata con i Seattle Seahawks[b]                                                         |                                                                                             |
| Legenda          | Legenda          | Legenda          | Ha superato i tagli a roster Ha partecipato ad almeno un Pro Bowl in carriera Hall of Famer | Ha superato i tagli a roster Ha partecipato ad almeno un Pro Bowl in carriera Hall of Famer | Ha superato i tagli a roster Ha partecipato ad almeno un Pro Bowl in carriera Hall of Famer | Ha superato i tagli a roster Ha partecipato ad almeno un Pro Bowl in carriera Hall of Famer | Ha superato i tagli a roster Ha partecipato ad almeno un Pro Bowl in carriera Hall of Famer |

Note:
- [a] Gli Eagles scambiarono il QB Sam Bradford con i Vikings in cambio delle scelte al 1º giro (14ª assoluta) del Draft NFL 2017 ed al 4º giro del Draft NFL 2018 di questi ultimi[3].
- [b] I Seahawks scambiarono il CB Tramaine Brock con i Vikings in cambio della scelte al 7º giro del Draft NFL 2018[4].

| Principali movimenti di mercato |                                 |                                 |                                 |                                 |                                 |                                 |                                 |                                 |                                 |
| Rinnovi/Arrivi                  | Rinnovi/Arrivi                  | Rinnovi/Arrivi                  | Rinnovi/Arrivi                  | Rinnovi/Arrivi                  | Rilasci/Partenze                | Rilasci/Partenze                | Rilasci/Partenze                | Rilasci/Partenze                | Rilasci/Partenze                |
| Data                            | Giocatore                       | Ruolo                           | Squadra di provenienza          | Contratto                       | Data                            | Giocatore                       | Ruolo                           | Nuova squadra                   | Contratto                       |
| 12 marzo 2018                   | Anthony Harris                  | FS                              | Minnesota Vikings               |                                 | 14 marzo 2018                   | Sam Bradford                    | QB                              | Arizona Cardinals               |                                 |
| 15 marzo 2018                   | Kirk Cousins                    | QB                              | Washington Redskins             |                                 | 14 marzo 2018                   | Teddy Bridgewater               | QB                              | New York Jets                   |                                 |
| 16 marzo 2018                   | Sheldon Richardson              | DT                              | Seattle Seahawks                |                                 | 14 marzo 2018                   | Tramaine Brock                  | CB                              | Denver Broncos                  |                                 |
|                                 |                                 |                                 |                                 |                                 | 14 marzo 2018                   | Case Keenum                     | QB                              | Denver Broncos                  |                                 |
|                                 |                                 |                                 |                                 |                                 | 14 marzo 2018                   | Jerick McKinnon                 | RB                              | San Francisco 49ers             |                                 |
|                                 |                                 |                                 |                                 |                                 | 16 marzo 2018                   | Jarius Wright                   | WR                              |                                 |                                 |
| Legenda                         | Free agent Rinnovato Svincolato | Free agent Rinnovato Svincolato | Free agent Rinnovato Svincolato | Free agent Rinnovato Svincolato | Free agent Rinnovato Svincolato | Free agent Rinnovato Svincolato | Free agent Rinnovato Svincolato | Free agent Rinnovato Svincolato | Free agent Rinnovato Svincolato |

## Calendario

### Pre-stagione
| Pre-stagione |      |               |                      |           |        |                                     |               |
| Turno        | Data | Ora           | Avversario           | Risultato | Record | Stadio                              | NFL.com recap |
| 1            | 11/8 | 8:00 p.m. EDT | at Denver Broncos    | V 42–28   | 1–0    | Sports Authority Field at Mile High | Recap         |
| 2            | 18/8 | 8:00 p.m. EDT | Jacksonville Jaguars | S 14–10   | 1–1    | U.S. Bank Stadium                   | Recap         |
| 3            | 24/8 | 8:00 p.m. EDT | Seattle Seahawks     | V 21-20   | 2-1    | U.S. Bank Stadium                   |               |
| 4            | 30/8 | 8:00 p.m. EDT | at Tennessee Titans  | V 13-3    | 3-1    | Nissan Stadium                      |               |

### Stagione regolare
Il calendario della stagione è stato annunciato il 19 aprile 2018.
| Stagione regolare |                    |                    |                         |                    |                    |                               |                        |                    |
| Turno             | Data               | Ora                | Avversario              | Risultato          | Record             | Stadio                        | TV                     | Sintesi            |
| 1                 | 9/9                | 1:00 p.m. EDT      | San Francisco 49ers     | V 24–16            | 1–0                | U.S. Bank Stadium             | Fox                    | Recap              |
| 2                 | 16/9               | 1:00 p.m. EDT      | at Green Bay Packers    | P 29-29            | 1-0-1              | Lambeau Field                 | Fox                    |                    |
| 3                 | 23/9               | 1:00 p.m. EDT      | Buffalo Bills           | S 6-27             | 1-1-1              | U.S. Bank Stadium             | CBS                    |                    |
| 4                 | 27/9               | 8:20 p.m. EDT      | at Los Angeles Rams     | S 31-38            | 1-2-1              | Los Angeles Memorial Coliseum | Fox/NFL Network/Amazon |                    |
| 5                 | 7/10               | 4:25 p.m. EDT      | at Philadelphia Eagles  | V 23-21            | 2-2-1              | Lincoln Financial Field       | Fox                    |                    |
| 6                 | 14/10              | 1:00 p.m. EDT      | Arizona Cardinals       | V 27-17            | 3-2-1              | U.S. Bank Stadium             | Fox                    |                    |
| 7                 | 21/10              | 1:00 p.m. EDT      | at New York Jets        | V 37-17            | 4-2-1              | MetLife Stadium               | Fox                    |                    |
| 8                 | 28/10              | 8:20 p.m. EDT      | New Orleans Saints      | S 20-30            | 4-3-1              | U.S. Bank Stadium             | NBC                    |                    |
| 9                 | 4/11               | 1:00 p.m. EST      | Detroit Lions           | V 24-9             | 5-3-1              | U.S. Bank Stadium             | Fox                    |                    |
| 10                | Settimana di pausa | Settimana di pausa | Settimana di pausa      | Settimana di pausa | Settimana di pausa | Settimana di pausa            | Settimana di pausa     | Settimana di pausa |
| 11                | 18/11              | 8:20 p.m. EST      | at Chicago Bears        | S 20-25            | 5-4-1              | Soldier Field                 | NBC                    |                    |
| 12                | 25/11              | 8:20 p.m. EST      | Green Bay Packers       | V 24-17            | 6-4-1              | U.S. Bank Stadium             | NBC                    |                    |
| 13                | 2/12               | 4:25 p.m. EST      | at New England Patriots | S 10-24            | 6-5-1              | Gillette Stadium              | Fox                    |                    |
| 14                | 10/12              | 8:15 p.m. EST      | at Seattle Seahawks     | S 7-21             | 6-6-1              | CenturyLink Field             | ESPN                   |                    |
| 15                | 16/12              | 1:00 p.m. EST      | Miami Dolphins          | V 41-17            | 7-6-1              | U.S. Bank Stadium             | CBS                    |                    |
| 16                | 23/12              | 1:00 p.m. EST      | at Detroit Lions        | V 27-9             | 8-6-1              | Ford Field                    | Fox                    |                    |
| 17                | 30/12              | 4:25 p.m. EST      | Chicago Bears           | S 10-24            | 8-7-1              | U.S. Bank Stadium             | Fox                    |                    |

Note
- Gli avversari della propria division sono in grassetto.

## Classifiche

### Division
| NFC North           | NFC North | NFC North | NFC North | NFC North | NFC North | NFC North | NFC North | NFC North |
| vedi • disc. • mod. | V         | S         | P         | PCT       | DIV       | CONF      | PF        | PS        |
| ------------------- | --------- | --------- | --------- | --------- | --------- | --------- | --------- | --------- |
| Chicago Bears       | 10        | 4         | 0         | .714      | 3–1       | 6–2       | 344       | 241       |
| Minnesota Vikings   | 6         | 5         | 1         | .542      | 2–1–1     | 5–3–1     | 275       | 270       |
| Green Bay Packers   | 5         | 7         | 1         | .423      | 1–2–1     | 2–6–1     | 281       | 287       |
| Detroit Lions       | 4         | 8         | 0         | .333      | 1–3       | 2–7       | 254       | 316       |
|                     |           |           |           |           |           |           |           |           |
|                     |           |           |           |           |           |           |           |           |

### Conference
| National Football Conference           | National Football Conference | National Football Conference | National Football Conference | National Football Conference | National Football Conference | National Football Conference | National Football Conference | National Football Conference | National Football Conference | National Football Conference |
| Pos.                                   | Squadra                      | Division                     | V                            | S                            | P                            | PCT                          | DIV                          | CONF                         | SOS                          | SOV                          |
| Capolista di Division                  | Capolista di Division        | Capolista di Division        | Capolista di Division        | Capolista di Division        | Capolista di Division        | Capolista di Division        | Capolista di Division        | Capolista di Division        | Capolista di Division        | Capolista di Division        |
| -------------------------------------- | ---------------------------- | ---------------------------- | ---------------------------- | ---------------------------- | ---------------------------- | ---------------------------- | ---------------------------- | ---------------------------- | ---------------------------- | ---------------------------- |
| 1                                      | Los Angeles Rams             | West                         | 13                           | 3                            | 0                            | .813                         | 4–0                          | 7–1                          | .493                         | .462                         |
| 2                                      | New Orleans Saints           | South                        | 13                           | 3                            | 0                            | .813                         | 2–1                          | 7–2                          | .486                         | .483                         |
| 3                                      | Chicago Bears                | North                        | 9                            | 4                            | 0                            | .692                         | 3–1                          | 6–2                          | .417                         | .380                         |
| 4                                      | Dallas Cowboys               | East                         | 8                            | 6                            | 0                            | .571                         | 3–1                          | 6–3                          | .500                         | .452                         |
| Wild Card                              |                              |                              |                              |                              |                              |                              |                              |                              |                              |                              |
| 5                                      | Seattle Seahawks             | West                         | 10                           | 6                            | 0                            | .625                         | 2–2                          | 6–3                          | .510                         | .339                         |
| 6                                      | Minnesota Vikings            | North                        | 6                            | 5                            | 1                            | .542                         | 2–1–1                        | 5–3–1                        | .479                         | .313                         |
| Non qualificati per i play-off         |                              |                              |                              |                              |                              |                              |                              |                              |                              |                              |
| 7                                      | Carolina Panthers            | South                        | 6                            | 6                            | 0                            | .500                         | 1–2                          | 4–5                          | .469                         | .472                         |
| 8                                      | Philadelphia Eagles          | East                         | 9                            | 7                            | 0                            | .563                         | 3–1                          | 4–5                          | .476                         | .389                         |
| 9                                      | Washington Redskins          | East                         | 6                            | 7                            | 0                            | .462                         | 2–2                          | 6–4                          | .496                         | .410                         |
| 10                                     | Tampa Bay Buccaneers         | South                        | 5                            | 7                            | 0                            | .417                         | 2–2                          | 4–5                          | .479                         | .475                         |
| 11                                     | Green Bay Packers            | North                        | 5                            | 7                            | 1                            | .423                         | 1–2–1                        | 2–6–1                        | .507                         | .417                         |
| 12                                     | Atlanta Falcons              | South                        | 4                            | 8                            | 0                            | .333                         | 2–2                          | 4–4                          | .542                         | .438                         |
| 13                                     | New York Giants              | East                         | 5                            | 8                            | 0                            | .385                         | 0–4                          | 3–7                          | .507                         | .500                         |
| 14                                     | Detroit Lions                | North                        | 4                            | 8                            | 0                            | .333                         | 1–3                          | 2–7                          | .542                         | .531                         |
| 15                                     | Arizona Cardinals            | West                         | 3                            | 9                            | 0                            | .250                         | 2–2                          | 3–5                          | .514                         | .236                         |
| 16                                     | San Francisco 49ers          | West                         | 2                            | 10                           | 0                            | .167                         | 0–4                          | 1–8                          | .479                         | .250                         |
| Criteri di spareggio                   |                              |                              |                              |                              |                              |                              |                              |                              |                              |                              |
| 1. 2. 3.                               |                              |                              |                              |                              |                              |                              |                              |                              |                              |                              |
| Legenda                                |                              |                              |                              |                              |                              |                              |                              |                              |                              |                              |
| w — wild card ottenuta                 |                              |                              |                              |                              |                              |                              |                              |                              |                              |                              |
| x — partecipazione ai playoff ottenuta |                              |                              |                              |                              |                              |                              |                              |                              |                              |                              |
| y — campioni di division               |                              |                              |                              |                              |                              |                              |                              |                              |                              |                              |
| z — salto del primo turno di play-off  |                              |                              |                              |                              |                              |                              |                              |                              |                              |                              |
| * — vantaggio del campo ottenuto       |                              |                              |                              |                              |                              |                              |                              |                              |                              |                              |

## Staff
| Staff dei Minnesota Vikings |
| --- |
| Organi dirigenziali Proprietà - Proprietario/Azionista di maggioranza: Zygi Wilf - Proprietario/Presidente: Mark Wilf - Proprietario/Vice-Azionista di maggioranza: Leonard Wilf - Partner di Azionariato: Jeffrey Wilf, Reggie Fowler, Alan Landis, David Mandelbaum Staff esecutivo - General Manager: Rick Spielman - Assistente del General Manager: George Paton - Vice Presidente degli Affari Pubblici & Sviluppo dello Stadio: Lester Bagley - Vice Presidente delle Operazioni legate al Football: Rob Brzezinski - Vice Presidente delle Vendite & Marketing e Direttore del Marketing: Steve LaCroix - Vice Presidente delle Finanze e Direttore Finanziario: Steve Poppen - Vice Presidente degli Affari Legali e Direttore Amministrativo: Kevin Warren Consulenti - Consulente: Bud Grant - Consulente Storico del Team: Fred Zamberletti - Consulente Stadio e Sviluppo Immobiliare: Don Becker Scouting staff - Direttore dello Scouting Collegiale: Jamaal Stephenson - Direttore dello Scouting Professionistico: Ryan Monnens Capo allenatore - Mike Zimmer Altri allenatori - Preparatore atletico: Eric Sugarman - Coordinatore dello sviluppo della forza e della condizione: Mark Uyeyama - Assistente dello sviluppo della forza e della condizione: Derik Keyes, Reshard Langford, Chaz Mahle Allenatori dell'attacco - Coordinatore dell'attacco: John DeFilippo - Quarterback: Kevin Stefanski - Running Back: Kennedy Polamalu - Wide Receiver: Darrell Hazell - Assistente Wide Receiver: Drew Petzing - Tight End: Clancy Barone - Offensive Line: Tony Sparano - Controllo Qualità: Andrew Janocko Allenatori della difesa - Coordinatore della difesa: George Edwards - Defensive Line: Andre Patterson - Assistente Defensive Line: Robert Rodriguez - Linebacker: Adam Zimmer - Defensive Back: Jerry Gray - Assistente Defensive Back/Controllo Qualità: Jonathan Gannon - Assistente della difesa: Jeff Howard Allenatori dello special team - Coordinatore dello Special Team: Mike Priefer - Assistente dello Special Team: Ryan Ficken |

## Roster
| Roster dei Minnesota Vikings |
| --- |
| Quarterback - 8 Kirk Cousins - 3 Trevor Siemian - 1 Kyle Sloter Running Back - 44 Mike Boone - 33 Dalvin Cook - 30 C.J. Ham FB - 25 Latavius Murray - 32 Roc Thomas Wide Receiver - 13 Stacy Coley - 14 Stefon Diggs - 19 Adam Thielen - 11 Laquon Treadwell - 15 Brandon Zylstra Tight End - 83 Tyler Conklin - 89 David Morgan II - 82 Kyle Rudolph Offensive Linemen - 79 Tom Compton T - 65 Pat Elflein C - 69 Rashod Hill T - 63 Danny Isidora G - 61 Brett Jones C - 75 Brian O'Neill T - 71 Riley Reiff T - 72 Mike Remmers T - -- Bryan Witzmann G Defensive Linemen - 90 Tashawn Bower DE - 97 Everson Griffen DE - 92 Jalyn Holmes DT - 99 Danielle Hunter DE - 94 Jaleel Johnson DT - 98 Linval Joseph DT - 60 David Parry DT - 93 Sheldon Richardson DT - 91 Stephen Weatherly DE Linebacker - 55 Anthony Barr OLB - 57 Devante Downs MLB - 42 Ben Gedeon MLB - 54 Eric Kendricks MLB - 50 Eric Wilson OLB Defensive Back - 20 Mackensie Alexander CB - 41 Anthony Harris FS - 37 Holton Hill CB - 21 Mike Hughes CB - 28 George Iloka SS - 27 Jayron Kearse SS - 29 Xavier Rhodes CB - 34 Andrew Sendejo SS - 35 Marcus Sherels CB - 22 Harrison Smith FS - 26 Trae Waynes CB Special Team - 7 Daniel Carson K - 47 Kevin McDermott LS - 6 Matt Wile P Lista delle riserve - 61 Ade Aruna DE - 76 Aviante Collins T (IR) - 40 Kentrell Brothers MLB (Sospeso) - 62 Nick Easton G (IR) - 68 Cedrick Lang T (IR) - 51 Hercules Mata'afa DE (IR) - 87 Josiah Price TE (IR) - 24 Horace Richardson CB (IR) - 48 Johnny Stanton FB (IR) Squadra di allenamento - 85 Jeff Badet WR - 12 Chad Beebe WR - 43 Reshard Cliett OLB - 66 Curtis Cothran DT - 58 Garret Dooley OLB - 67 Cornelius Edison C - 73 Colby Gossett G - 87 Cole Hikutini TE - 31 Jalen Myrick CB - 72 Storm Norton T - 39 Jack Tocho S (IR) Roster aggiornato al 11 settembre 2018 53 attivi, 9 inattivi, 11 nella squadra di allenamento |
| Legenda - I rookie sono in corsivo. - Il primo ruolo è il principale mentre gli eventuali successivi indicano i ruoli secondari. - (IR) sta per Injured Reserve ed indica la lista ristretta per un solo giocatore infortunato che può tornare ad allenarsi dopo la settimana 6 e a rientrare in prima squadra dopo che questa ha giocato 8 partite. - (NF-Inj.) / (NF-Ill.) stanno rispettivamente per Non-Football Injured e Non-Football Illness ed indicano le liste dove viene inserito un giocatore che ha un infortunio o una malattia non dipendente dal football americano. - (PUP) sta per Physically Unable to Perform ed indica la lista dove viene inserito un giocatore mentre è in attesa di recuperare la condizione fisica. Nella stagione regolare dopo la sesta partita giocata dalla propria squadra, il giocatore ha tempo tre settimane per riprendere ad allenarsi, più tre settimane aggiuntive dal suo rientro agli allenamenti per rientrare in prima squadra. |

## Premi

### Premi settimanali e mensili
- Harrison Smith:

difensore della NFC della settimana 1
- Danielle Hunter:

difensore della NFC della settimana 9
- Dalvin Cook:

giocatore offensivo della NFC della settimana 15